# جان بول إيلي لوتولا
جان بول إيلي لوتولا (بالفرنسية: Jean-Paul Eale Lutula)‏ (من مواليد 4 أكتوبر 1984) هو لاعب كرة قدم رواندي يلعب حالياً مع معيذر القطري.

## المسيرة الرياضية
لعب مع بروكسيل في الدوري البلجيكي الممتاز ووقع عقد إعارة في فبراير 2010 مع يانبيان الصيني.